# Encalypta pilifera
Encalypta pilifera là một loài rêu trong họ Encalyptaceae. Loài này được Funck mô tả khoa học đầu tiên năm 1819.